# Diocesi di Amizone
La diocesi di Amizone (in latino Dioecesis Amyzonensis) è una sede soppressa del patriarcato di Costantinopoli e una sede titolare della Chiesa cattolica.

## Storia
Amizone, identificabile con le rovine di Mazinkale nell'odierna Turchia, è un'antica sede episcopale della provincia romana della Caria nella diocesi civile di Asia. Faceva parte del patriarcato di Costantinopoli ed era suffraganea dell'arcidiocesi di Stauropoli.
La diocesi è documentata nelle Notitiae Episcopatuum del patriarcato di Costantinopoli fino al XII secolo.
Sono diversi i vescovi conosciuti di questa antica diocesi. Fileto prese parte al concilio di Efeso del 431 e Giovanni a quello di Calcedonia del 451. Andrea fu tra i padri del sinodo celebrato dal patriarca Mena di Costantinopoli nel 536. Nel secondo concilio di Nicea (787) il vescovo di Amizone non era presente, o perché impedito o perché la sede era vacante, ma si fece rappresentare da Teofilatto, locum tenens, che ne firmò gli atti. Nella biografia di san Paolo il Giovane, monaco del monte Latros, si fa menzione di un vescovo di Amizone, di cui non è riportato il nome, tra i benefattori del santo monaco (metà circa del X secolo). La sigillografia ha restituito il nome del vescovo Timoteo, vissuto nell'XI secolo. Infine in un atto dell'imperatore Michele VIII Paleologo del 1262 ricorre il nome del vescovo Giovanni di Amizone, che attesta l'esistenza di questa diocesi ancora nel XIII secolo.
Dal XVIII secolo Amizone è annoverata tra le sedi vescovili titolari della Chiesa cattolica; la sede è vacante dal 12 gennaio 1980.

## Cronotassi

### Vescovi greci
- Fileto † (menzionato nel 431)
- Giovanni I † (menzionato nel 451)
- Andrea † (menzionato nel 536)
- Anonimo † (menzionato nel 787)
- Anonimo † (menzionato nel 950 circa)
- Timoteo † (XI secolo)
- Giovanni II † (menzionato nel 1262)

### Vescovi titolari
- Jean Baptiste Gillis † (3 agosto 1729 - 1º dicembre 1736 deceduto)
- Charles Alexandre d'Arberget de Valengin † (31 agosto 1767 - 19 dicembre 1785 nominato vescovo di Ypres)
- Godefridus (Philippe Joseph) de La Porte, O.F.M.Cap. † (29 novembre 1790 - prima del 13 novembre 1796 succeduto arcivescovo di Nasso)
- Miguel Joaquín Matías Suárez, O.F.M.Cap. † (20 dicembre 1802 - 2 maggio 1831 deceduto)
- Franz Großmann † (17 giugno 1844 - 5 maggio 1852 deceduto)
- Ireneus Frederic Baraga † (29 luglio 1853 - 9 gennaio 1857 nominato vescovo di Sault Sainte Marie)
- Józef Twarowski † (3 agosto 1857 - 19 gennaio 1868 deceduto)
- Ildefonso di San Giovanni Battista Borgna, O.C.D. † (24 maggio 1871 - 14 dicembre 1886 nominato arcivescovo titolare di Marcianopoli)
- Heinrich Feiten † (20 settembre 1887 - 17 febbraio 1892 deceduto)
- Ignacio Ibáñez, O.P. † (4 maggio 1893 - 14 ottobre 1893 deceduto)
- Pio Gaetano Secondo Stella † (22 dicembre 1893 - 21 settembre 1927 deceduto)
- Gabriele Perlo, I.M.C. † (22 dicembre 1927 - 26 settembre 1948 deceduto)
- Baltasar Álvarez Restrepo † (7 maggio 1949 - 18 dicembre 1952 nominato vescovo di Pereira)
- Luigi Cicuttini † (6 aprile 1953 - 30 novembre 1956 nominato vescovo di Città di Castello)
- Antonin Fishta, O.F.M. † (17 dicembre 1956 - 12 gennaio 1980 deceduto)